# هالینا اوچارنکو
هالینا اوچارنکو (انگلیسی: Halyna Ovcharenko؛ زادهٔ) آهنگساز اهل اوکراین است.